# Władysławowo (powiat żniński)
Władysławowo – wieś w Polsce położona w województwie kujawsko-pomorskim, w powiecie żnińskim, w gminie Łabiszyn.
W latach 1975–1998 miejscowość należała województwa bydgoskiego. Według Narodowego Spisu Powszechnego (III 2011 r.) liczyła 401 mieszkańców. Jest szóstą co do wielkości miejscowością gminy Łabiszyn.